# Військове кримінальне правопорушення
Військовими злочинами визнаються передбачені розділом XIX Кримінального кодексу України злочини проти встановленого законодавством порядку несення або проходження військової служби, вчинені військовослужбовцями, а також військовозобов'язаними під час проходження ними навчальних (чи перевірних) або спеціальних зборів.
Ряд військових злочинів характеризується такими ознаками, як вчинення діяння в умовах воєнного стану, в бойовій обстановці, під час бою, в районі бойових дій. Ці ознаки свідчать про підвищену суспільну небезпеку діяння.